# Chiemezie Mbah
Jimmy Chimezie Mbah (10 novembre 1992) è un ex calciatore nigeriano, di ruolo difensore.

## Carriera

### Club
Ha giocato nella massima serie dei campionati israeliano ed azero.

### Nazionale
Con l'Under-20 ha preso parte al Mondiale di categoria nel 2011.